# Alain Koudou
Alain Koudou, dit « Arunina », est un footballeur ivoirien, né le 21 octobre 1984 à Abidjan, naturalisé belge en 2009.
Son poste de prédilection était attaquant.

## Biographie
Alain Koudou évolue en Côte d'Ivoire, en Belgique et en France.
Avec le club du KSK Beveren, il dispute un total de 44 matchs en première division belge, inscrivant six buts. Il inscrit l'intégralité de ses buts dans ce championnat lors de la saison 2004-2005. 
Il joue également avec Beveren, deux rencontres en phase de groupe de la Coupe de l'UEFA, lors de la saison 2004-2005. Il joue à cet effet contre le club croate du Dinamo Zagreb (défaite 6-1 à l'extérieur), puis contre l'équipe portugaise du Benfica Lisbonne (défaite 0-3 à domicile).
En France, il évolue dans plusieurs clubs militant dans les échelons inférieurs, en quatrième (CFA) et cinquième division (CFA 2). Il dispute un total de 64 matchs en CFA, inscrivant 13 buts, et 45 rencontres en CFA 2, marquant neuf buts.